# Hindi Medium
Hindi Medium est une comédie dramatique en hindi, écrite par Zeenat Lakhani et réalisée par Saket Chaudhary (en), avec Irrfan Khan et Saba Qamar dans les rôles principaux, ainsi que Deepak Dobriyal (en) et Dishita Sehgal dans les rôles secondaires.

## Synopsis
Le film raconte l'histoire d'un couple qui aspire à donner à leur fille la meilleure éducation possible en cherchant à la faire entrer à tout prix dans la meilleure école de Delhi. Il aborde des thèmes sociaux tels que l'éducation, la mobilité sociale, et la langue,,. 

## Distribution
- Irrfan Khan
- Saba Qamar
- Deepak Dobriyal (en)
- Dishita Sehgal
- Sanjana Sanghi
- Tillotama Shome : la conseillère d'orientation

## Sortie
Le film a été distribué le 19 mai 2017. Produit avec un budget limité de 23 crore de roupies indiennes (soit environ 3 millions d'euros), il a connu peu à peu un grand succès en Inde et en Chine, par la voie du bouche à oreille. C'est le film en hindi d'Irrfan Khan ayant eu les recettes les plus importantes, ainsi que les débuts à Bollywood de l'actrice pakistanaise Saba Qamar. 
Les recettes du film au box office se sont élevées à plus de 3,34 milliards de roupies indiennes (environ 45 millions d'euros), devenant l'un des plus gros succès financiers du cinéma indien. Le film a reçu six nominations majeures au 63e Filmfare Awards.